# Bischofsgrün
Bischofsgrün es un municipio del distrito de Bayreuth, al noroeste del estado de Baviera, Alemania. Se encuentra situado a la orilla del río Meno blanco —uno de las cabeceras del río Meno—, junto a las montañas Fichtelgebirge (1051 m) y Ochsenkopf (1024 m), lo que lo hace un lugar ideal para practicar senderismo y esquí alpino.